# Ivoz-Ramet
Ivoz-Ramet [ivoʁamɛ], en wallon Ivo-Ramèt est une section de la commune belge de Flémalle située en Région wallonne dans la province de Liège. Ivoz-Ramet constitue l'entièreté du territoire de la commune de Flémalle situé sur la rive droite de la Meuse.

## Géographie
La forêt recouvre environ 50 % des 17 km2 du territoire de la commune de Flémalle.
Le relief est accidenté avec son point culminant à 220 mètres d'altitude[Lequel ?].

## Démographie
- Sources : INS, Rem. : 1831 jusqu'en 1970 = recensements, 1976 = nombre d'habitants au 31 décembre.

## Historique
Ivoz-Ramet est formée des anciens villages d'Ivoz (à l'origine sous influence socialiste) et de Ramet (à forte influence catholique). Les hameaux du Gros-Chêne et de Ramioul complètent l'entité.
C'était une commune à part entière avant la fusion des communes de 1977. Elle s'appelait "Ramet" jusqu'en 1963.
Jusqu'à l'annonce des nouvelles communes en 1977, les autorités et les citoyens d'Ivoz-Ramet ont pensé qu'ils allaient rejoindre la ville de Seraing[réf. souhaitée], située également sur la rive droite de la Meuse ; mais le gouvernement décida que leur commune « mère » serait Flémalle.
Le 16 juin 1981, un ballon dirigeable s'est écrasé sur le sol au niveau du départ du parcours santé mais n'a pas fait de blessé.

## Patrimoine et culture

### Patrimoine architectural et sites
- Ivoz-Ramet possède trois châteaux passés sous propriété privée, à savoir le château de la Croix-Saint-Hubert, le château de Ramioul et le château de Ramet.
- La grotte de Ramioul a livré d'importants matériels archéologiques dont certains sont visibles au Préhistosite.

### Culture

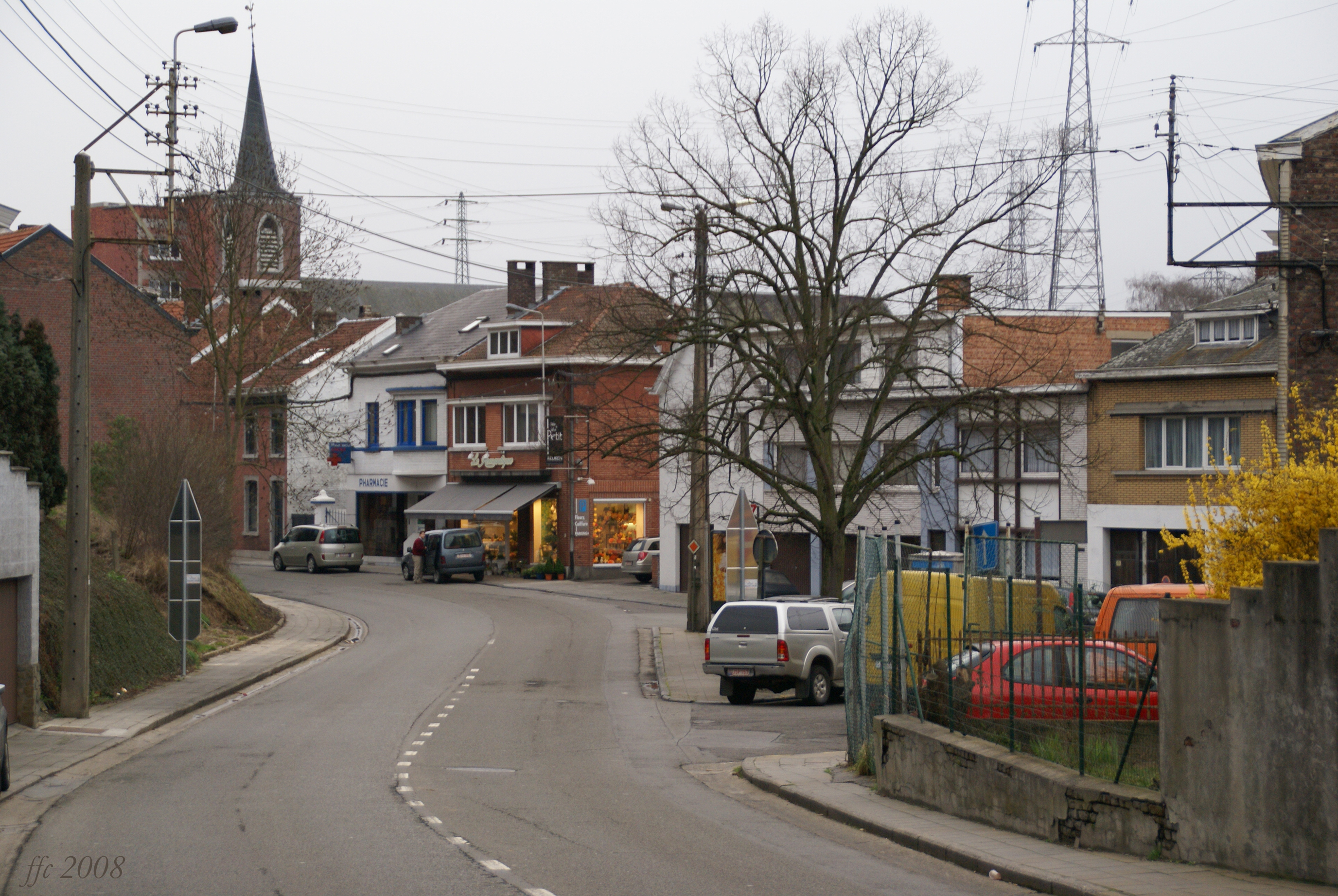
Ivoz-Ramet village
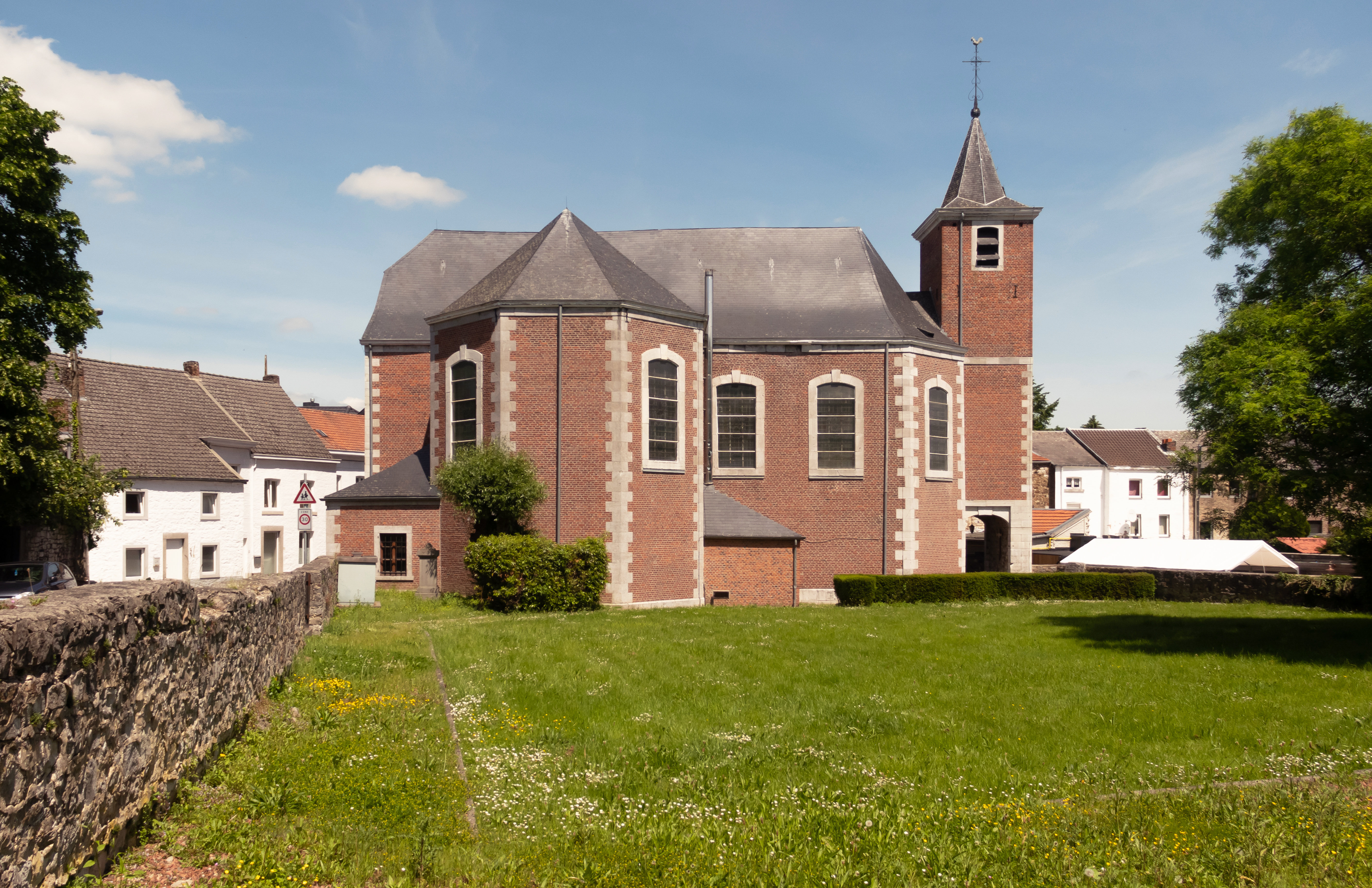
Église Saints-Pierre-et-Paul Ramet
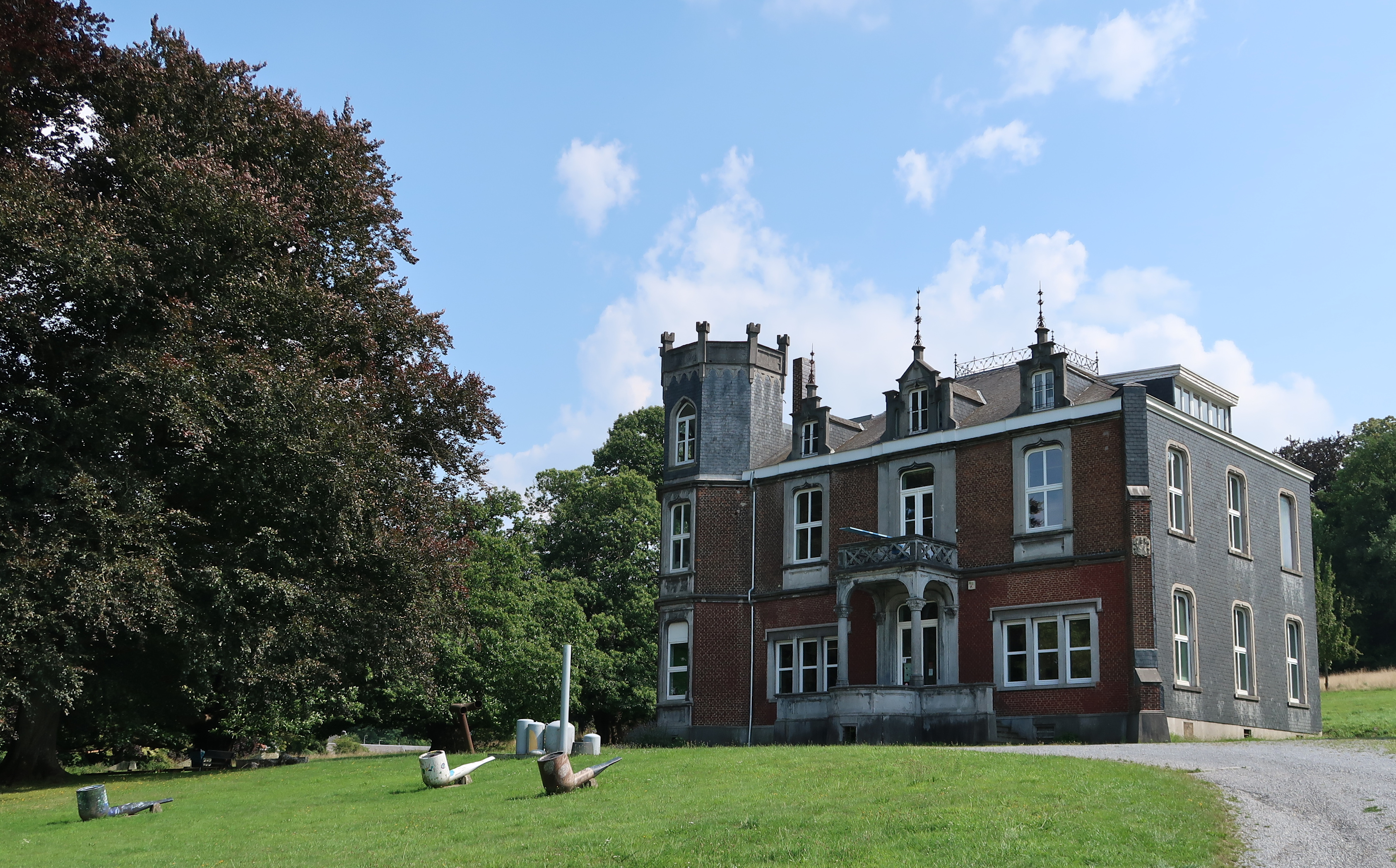
La Châtaigneraie, Centre wallon d’Art contemporain
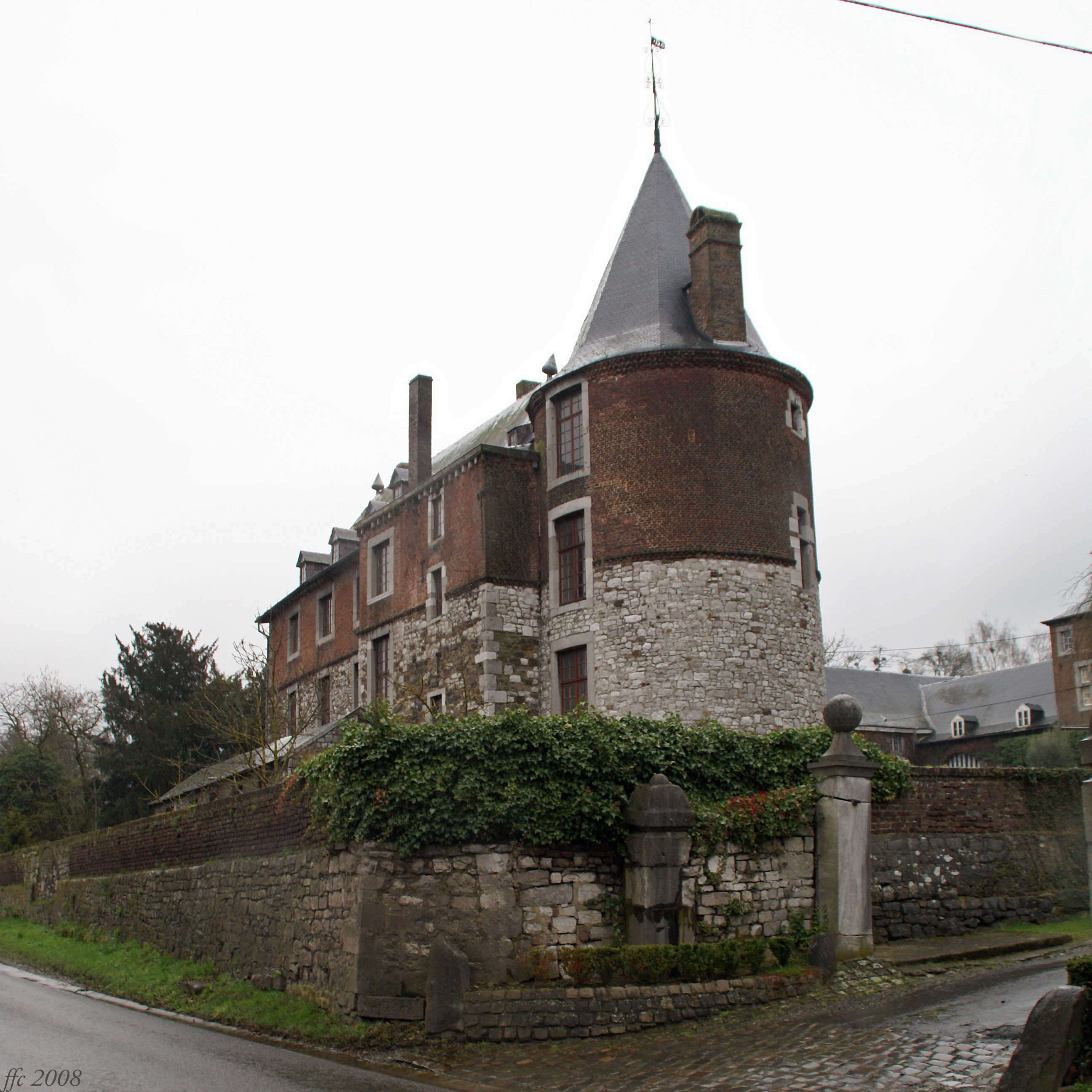
Château de Ramet

## Économie
Un parc d'activités économiques comptant une trentaine d'entreprises sur 21 hectares et 900 emplois se situe à côté du pont-barrage d'Ivoz-Ramet.
Le parc d'attraction du préhistosite de Ramioul est implanté près de la grotte de Ramioul.